# Die Meerfrau Dschullunar und ihr Sohn Badr

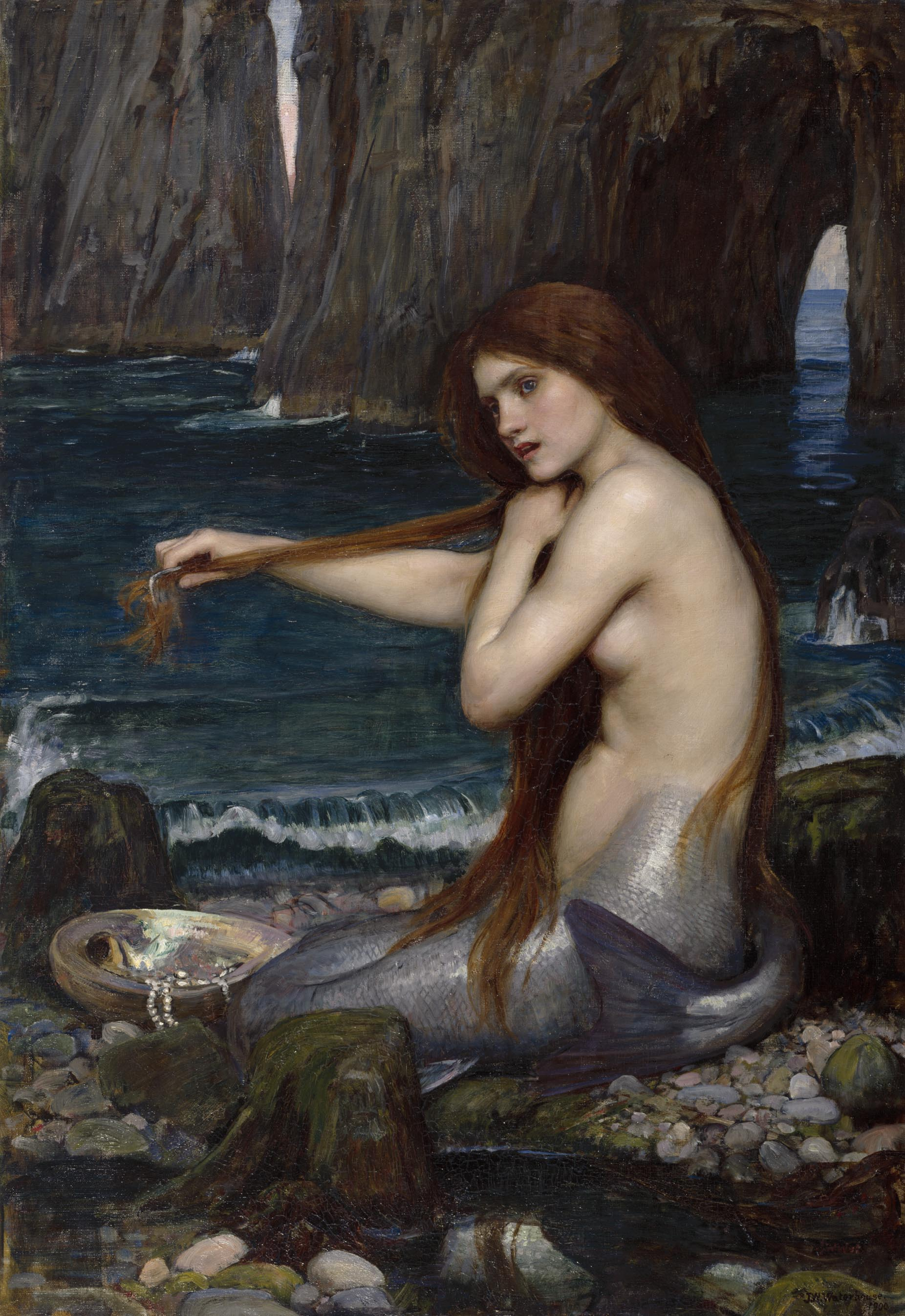
Die Meerfrau Dschullunar. Gemälde von John William Waterhouse.

Die Meerfrau Dschullunar und ihr Sohn Badr ist ein Märchen aus den Geschichten aus Tausendundeiner Nacht. In der Arabian Nights Encyclopedia wird es als ANE 227 gelistet.
In dem Märchen erleben der junge König Badr und seine Mutter, die Sklavin Dschullunar, ein großes Abenteuer.

## Handlung

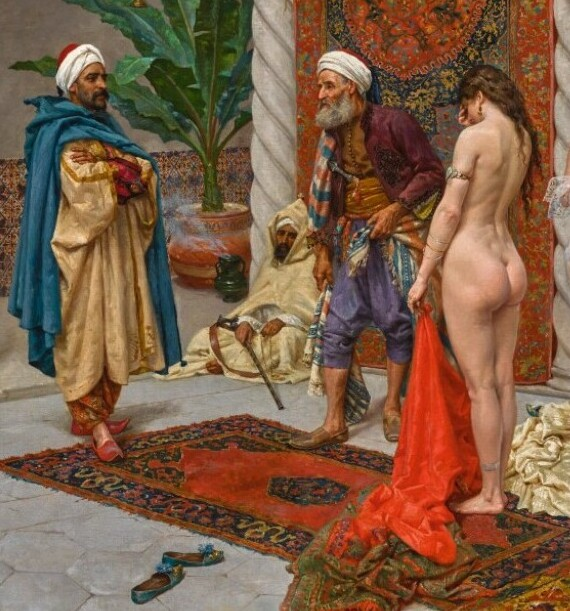
Die Sklavin Dschullunar wird König Schahriman vorgeführt. Gemälde von Giulio Rosati.

Vor langer Zeit lebte in Persien ein mächtiger Großkönig namens Schahriman, der seine Hauptstadt in Chorasan hatte. Er besaß einhundert Konkubinen jeglicher Herkunft, doch von keiner Einzigen hatte er weder ein Sohn und Nachfolger, noch überhaupt irgendein Kind bekommen. Der König litt sehr darunter und da er bereits alt geworden war, wurde er verzweifelter und kaufte immer mehr Sklavinnen, um mit ihnen ein Kind zu zeugen, doch auch diese wurden nicht schwanger. Eines Tages jedoch führte man ihm eine schöne junge Sklavin vor, die jedoch kein Wort sagte. Er entschleierte ihren makellosen Körper und sofort wurde die Leidenschaft und Liebe in ihm entfacht. Da kaufte er sie dem Händler für zehntausend Dinare ab und brachte sie in seinen Harem, wo sie im Hamam zurecht gemacht wurde. Am Abend besuchte der König seine neue Sklavin, die wortlos und traurig aufs Meer hinausblickte, ohne ihn zu beachten. Schahriman konnte nicht anders und begann das Sklavenmädchen auf seinen Schoss zu setzen und zu küssen. Am Abend verkehrte er schließlich mit ihr und nahm ihr die Jungfräulichkeit.
Das Mädchen blieb stumm und starrte immer nur sehnsuchtsvoll zum Meer hinaus, doch König Schahriman verfiel in immer stärkerer Liebe zu ihr und zog sich von all seinen Ehefrauen und Konkubinen zurück. So verging ein ganzes Jahr, bis Schahriman schließlich bitterlich sein Sklavenmädchen anflehte, dass sie doch endlich ein Wort sage. Die Sklavin hörte sich seine Worte an und wartete eine Weile, ehe sie schließlich ihr Schweigen brach. Das Mädchen überbrachte dem König nicht nur die wunderbare Nachricht, dass sie von ihm schwanger war, sondern erzählte nun auch den Grund für ihr Schweigen und ihre Traurigkeit.
Der Name des Mädchens war Dschullunar und sie war die Tochter von einem der verstorbenen Könige des Meeres. Nach dessen Tod hatte ein anderer Meereskönig ihr, ihrem Bruder Salih und der Mutter das Königreich entrissen. Eines Tages hatte sich Dschullunar mit ihrem Bruder gestritten und war trotzig an die Meeresoberfläche gegangen, wo sie sich an einen Strand setzte, wo sie von einem alten Greis gefangen genommen wurde, der versuchte sie gegen ihren Willen zu verführen. Als Dschullunar sich weigerte, ließ er von ihr ab und verkaufte sie stattdessen als Sklavin, wo sie über zwei Händler schließlich in den Besitz von König Schahriman gelangte.

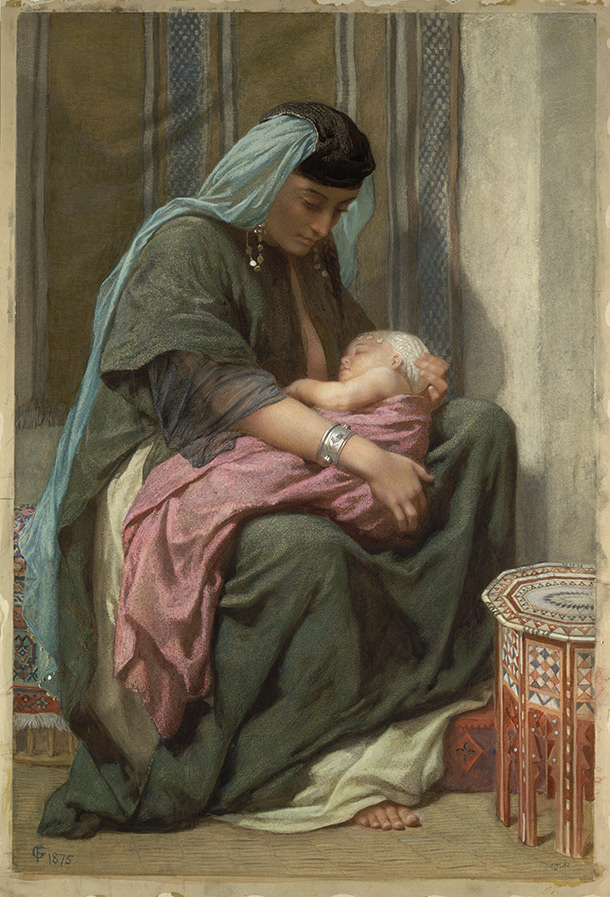
Die Sklavin Dschullunar und ihr neugeborener Sohn, Prinz Badr.

Dschullunar erzählte dem König, dass sie nur deshalb ihr Schweigen gebrochen hatte, weil er gütig war und sich keiner anderen Frau als ihr genähert hatte. Dschullunar erklärte ihrem Herrn, dass sie gerne ihre Familie zu sich holen würde, gerade weil sie nun schwanger war und die Physiologie einer Meerfrau anders war als die einer Landfrau. Der König stimmte zu und mittels Hexerei informierte Dschullunar ihre Familie, wo sie war. Bald darauf entstiegen ihr Bruder und ihre Mutter zusammen mit einigen weiteren Meerfrauen der See und Dschulluar war mit ihnen wiedervereint. Dschullunar erzählte ihrer Familie, was geschehen war und wie sie als Sklavin in den Besitz von König Schahriman gelangt war, von dem sie nun schwanger war. Ihre Familie blieb bei ihr und nach einem Monat setzten bei Dschullunar die Wehen ein. Schließlich brachte sie einen gesunden Jungen zur Welt und König Schahriman, der glückliche Vater, gab ihm den Namen Badr. Er war zudem, wie seine Mutter und deren Familie von der Physiologie der Meermenschen, sodass er im Wasser nicht ertrinken konnte. Zudem konnten die Meermenschen fliegen wie die Vögel. Nun verließ Dschullunars Familie sie, denn sie wollten in die genehmere Welt des Meeres zurückkehren. Doch immer wieder kamen sie in den nächsten Jahren zu Besuch und schließlich war so viel Zeit vergangen, dass der junge Prinz Badr das fünfzehnte Lebensjahr erreichte. Er lernte Kalligraphie, Geschichte, den Koran, Grammatik, Philologie, Pfeilwurf und das Lanzenspiel.
Eines Tages rief der alte König Schahriman seine Emire, Minister und die Obersten seines Reiches kommen und schwor sie auf seinen Sohn Badr als nächsten König ein und bereitete seinen Sohn auf die Regierungsgeschäfte vor. Ein Jahr später starb der alte König und sein Sohn, Prinz Badr übernahm die Herrschaft. Eines Tages kam sein Onkel Salih in den Palast und erklärte seiner Schwester Dschullunar in Anwesenheit des schlafenden Badr, dass er gerne ihren Sohn mit einer der Meeresköniginnen verheiraten würde. Schließlich einigte man sich darauf, dass die bildschöne Prinzessin Dschauhara, die Tochter des Meerkönig Samandal, eine geeignete Kandidatin für ihn wäre. Sie kamen jedoch auch darin überein, Badr von ihren Plänen nichts zu erzählen, da Samandal ein tyrannischer König war und sie fürchteten, dass Badr sich ins Unglück stürzen könnte, wenn er von Dschauhara erfuhr, bevor die Vermählung feststand. Doch während die all dies besprachen, hatte Badr in Wahrheit nicht geschlafen, sondern sich schlafend stellend zugehört und die Liebe und Leidenschaft entflammte in ihm bei der sehr deutlichen Schilderung der körperlichen und charakterlichen Vorzüge von Prinzessin Dschauhara. Am nächsten Tag verließ Salih seine Schwester und ihren Sohn, doch Badr begleitete ihn und schließlich erfuhr Salih, dass Badr ihn belauscht hatte und bereits von Dschauhara wusste. Als er sich weigerte, in den Palast zurückzukehren, stimmte Salih schließlich zu, dass sein Neffe ihn begleitete. Er gab ihm einen Ring, dessen Zauberkraft der wahre Grund war, warum die Meermenschen nicht ertranken, und sie tauchten zusammen in das Meer unter.
Sie besuchten im Meer des Palast von Salih, wo Badr auch seiner Großmutter wieder begegnete. Nachdem sie sich beraten hatten, zog Salih mit Geschenken für König Samandal zu dessen Palast aus, wurde dort empfangen und bat für seinen Neffen um die Hand von Prinzessin Dschauhara. Doch König Samandal geriet außer sich vor Zorn und befahl Salih den Kopf abzuschlagen. Dieser flüchtete rechtzeitig und am Tor traf er auf seine eigene Armee, die seine Mutter ihm zur Sicherheit hintergeschickt hatte. Nun kam es zum Kampf zwischen den Armeen von Salih und Samandal, der letztlich unterlag und in Ketten gelegt wurde. Seine Tochter Dschauhara ihrerseits flüchtete jedoch vor den Kämpfen auf eine Insel in eine Baumkrone. Nun wollte es das Schicksal, dass Badr, der von der Schlacht gehört hatte, aus dem Palast seines Onkels die Flucht ergriffen hatte und auf die dieselbe Insel geflohen war. Dort begegnete er nun Prinzessin Dschauhara.

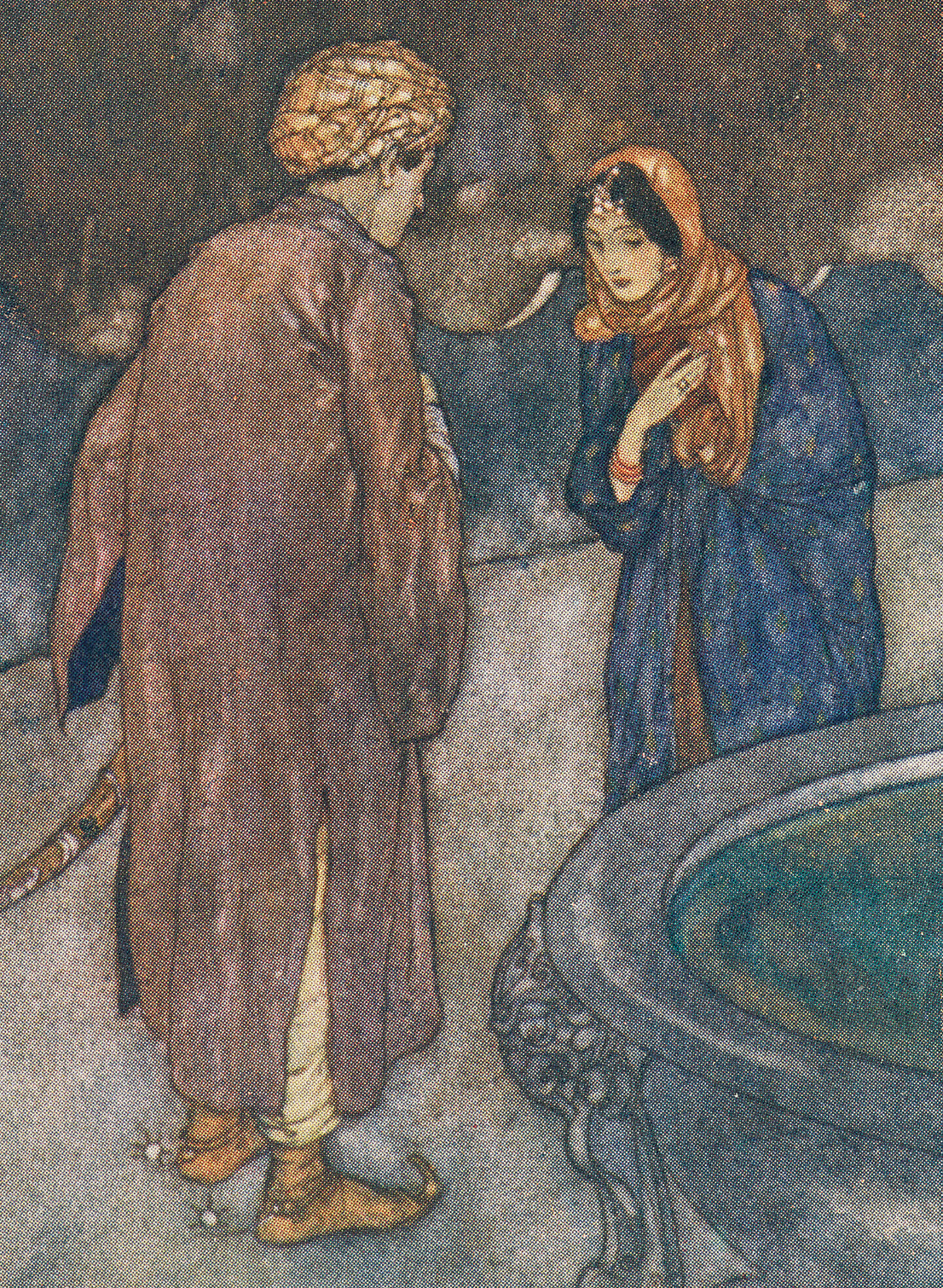
König Badr begegnet der schönen Prinzessin Dschauhara. Zeichnung von Edmund Dulac, 1907.

Als Badr erkannte, dass es sich bei dem schönen Mädchen um Dschauhara handelte, stellte er sich ihr vor und erklärte ihr seine Liebe und dass er um ihretwillen sein Reich verlassen hatte und ins Meer gegangen war. Dschauhara sagte ihm, dass auch sie sich in ihn verliebt hatte und sie begannen sich zu küssen. Während sie sich innig umarmten, murmelte Dschauhara einige Worte, die Badr nicht verstand, dann spie sie ihm plötzlich unvermittelt ins Gesicht, verfluchte ihn und verwandelte den liebesverrückten Badr mittels ihrer Zauberkraft in einen wunderschönen Vogel. Tatsächlich hatte Dschauhara Badr nur hinters Licht geführt, denn in Wahrheit verachtete sie Badr; war er doch der Grund für alle schlechten Dinge war, die ihr und ihrem Vater in kurzer Zeit zugestoßen waren. Nun dann gab sie einer Dienerin den Auftrag den Vogel Badr auf die lebensfeindliche Insel des Durstes zu bringen. Die Dienerin jedoch ließ sich das Herz erweichen und setzte ihn stattdessen auf einer fruchtbareren Insel aus. Unterdessen musste Badrs Onkel, der das Königreich Samandals übernommen hatte, feststellen, dass sein Neffe sich nicht nur nicht mehr in seinem Meerespalast befand, sondern nirgendwo mehr aufzufinden war, genauso wenig wie die Prinzessin Dschauhara. Währenddessen hatte Dschullunar an Land auf ihren Sohn Badr gewartet, doch als er auch Tage später nicht kam, ging sie selbst ins Meer zum Palast ihrer Mutter, die sie informierte, was geschehen war. Dschullunar befürchtete, dass ihrer Familie am Land die Herrschaft entgleiten könnte, wenn sie zu lange fernbliebe. So kehrte sie zurück, während ihre Muttel nun ebenfalls Soldaten entsandte, um nach Badr zu suchen.
Auf der fruchtbaren Insel gelang es dem in einen Vogel verwandelten Badr zu überleben, doch er konnte die Insel nicht verlassen, da er nicht wusste zu fliegen. Eines Tages fand er sich plötzlich im Netz eines Jägers wieder, der ihn dem König der Insel verkaufte. Doch der Vogel verabscheute das Futter das ihm vorgesetzt wurde, woraufhin der König ihm von seinen Speisen abgab. Doch der Vogel aß sie nicht willkürlich, sondern genau wie ein Mensch mehrere Gerichte in einer bestimmten Reihenfolge essen würde. Der König und seine Ehefrau waren verblüfft und die Frau erkannte, dass dies ein Vogel war, sondern ein in einen Vogel verwandelter Mensch und dass es König Badr sein musste, der Sohn von Dschullunar und Herrscher über das Perserreich. Die Frau des Königs war die größte Zauberin ihrer Zeit und verwandelte Badr zurück in seine menschliche Gestalt.

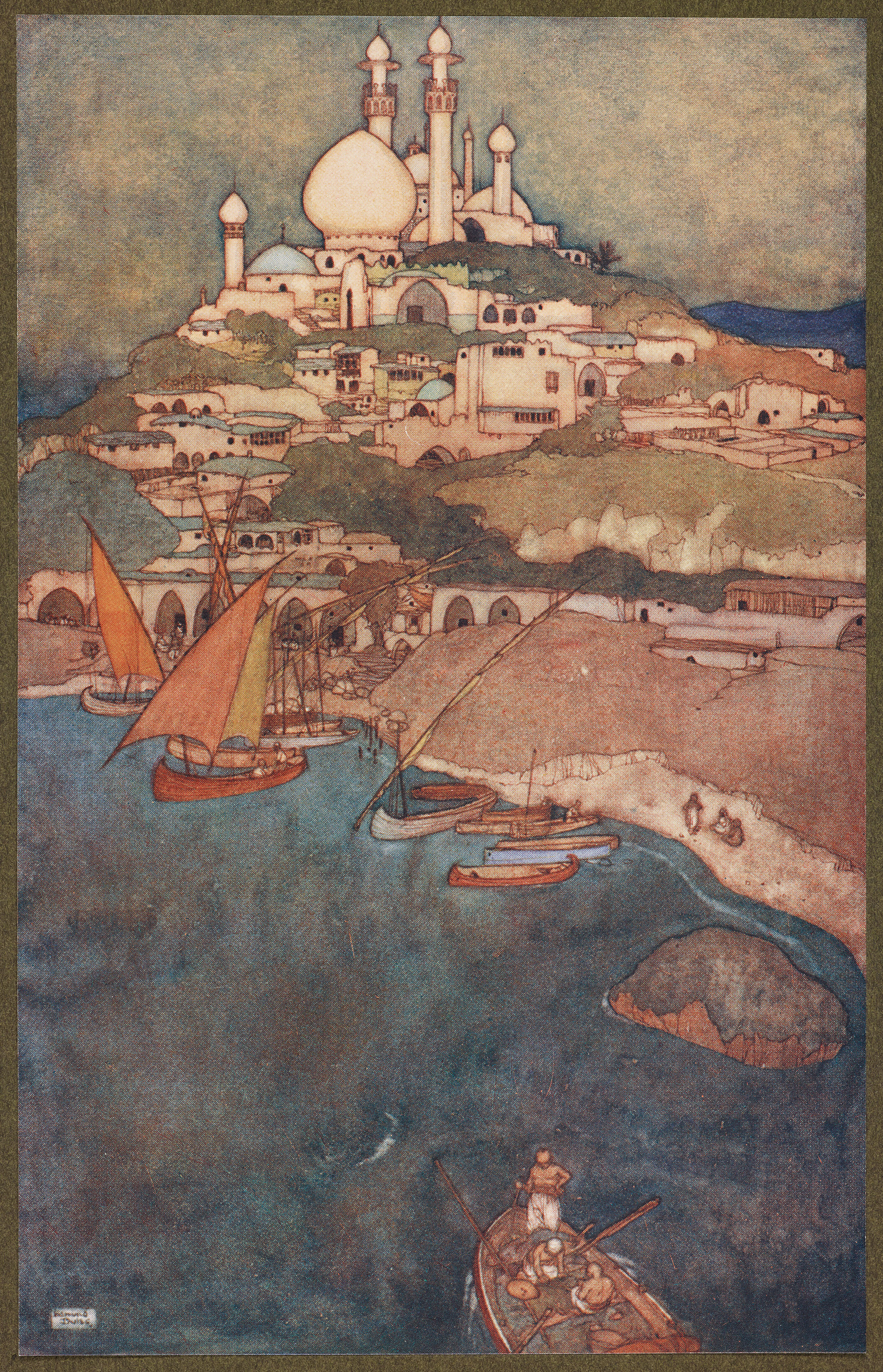
Die Zauberstadt. Bild von Edmund Dulac, 1907.

Badr bat darum, mit einem Schiff in seine Heimat zurückkehren zu dürfen, doch am elften Tag der Reise geriet das Schiff in einen schweren Sturm und zerschellte an einem Felsen. Badr trieb auf einer Planke vier Tage im Meer, ehe die Wellen ihn an eine Küste spülten, unweit einer Stadt. Fast verhungert und verdurstet nahm sich dort ein alter Gemüsehändler seiner an und erklärte ihm, dass er schnell zu ihm in seinen Laden heraufkommen solle. Badr hatte sich zuvor gewundert, dass auf den Straßen niemand zu sehen war außer Viehtieren wie Pferden, Eseln, Rindern und Kamelen. Der Alte erklärte Badr, dass die Stadt auch „die Zauberstadt“ genannt wurde, die von einer schönen, aber bösen Königin namens Lab beherrscht wurde. Zudem war sie eine Hexe und vergnügte sich vierzig Tage lang mit jedem jungen Mann in der Stadt, verwandelte ihn dann aber in Vieh.
Einen ganzen Monat blieb Badr bei dem alten Gemüsehändler, doch erblickte ihn die Königin Lab und zwang den Alten, ihr Badr auszuliefern – dabei schwor sie, ihm kein Unglück anzutun. Die Königin veranlasste ein herrliches Abendmahl, bei dem reichlich Wein floss und sie und der von Wein und Lust zu der schönen Königin berauschte Badr kamen sich schließlich näher. Vierzig Tage vergingen, erfüllt von Essen, Trinke, Küssen und Liebesspiel. Am nächsten Morgen fand Badr die Königin nicht neben sich im Bett vor und vermutete, dass sie in den Garten gegangen war. Dort sah er ein Vogelpaar das miteinander den Liebesakt vollzog. Nachdem sie dies dreimal getan hatten, verwandelte sich das Weibchen in die Königin Lab. Badr wurde klar, dass auch der andere Vogel ein Mensch war, ähnlich wie er einst selbst. Eifersüchtig ging er zum alten Gemüsehändler und erzählte ihm davon. Dieser warnte jedoch Badr, dass die Königin ihn am nächsten Tag versuchen werde in ein Viehtier zu verzaubern. Er erklärte ihr, wie er ihrem Zauber entkommen konnte und tatsächlich gelang es Badr so am nächsten Tag die Königin Lab daran zu hindern, ihn in ein Maultier zu verwandeln. Stattdessen wandte er ihren Zauber nun gegen sie und verwandelte die Königin in eine Maultierstute, auf der er die Stadt verließ.

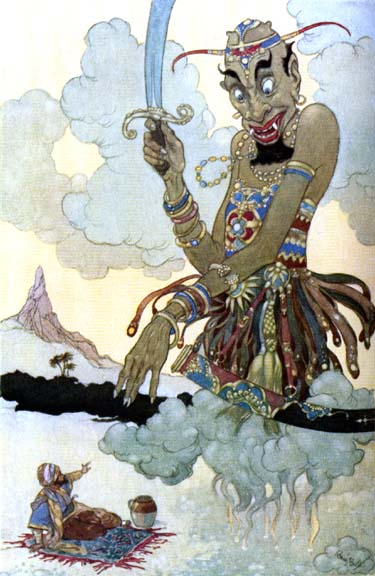
Der Ifrit erhebt sich vor König Badr.

Da kamen sie in andere Stadt, wo Badr ein altes Weib traf, dass ihn anflehte, dass er ihr die Maultierstute verkaufe, da sie ihrer verstorbenen Tochter ähnlich sehe. Schließlich erklärte sich Badr bereit, die Maultierstute zu verkaufen, woraufhin die Alte plötzlich genau jenen Zauberspruch sprach, mit dem er einst in einen Menschen zurückverwandelt worden war. Nun verwandelte sich die Maultierstute in die Königin Lab, die von ihrer Mutter freudig in Empfang genommen wurde. Ihre Mutter beschwor einen Ifrit, der Badr packte und sie alle zurück in den Palast von Lab brachte, die dort Badr in einen hässlichen Vogel verwandelte. Doch eine Sklavin hatte Mitleid und übergab dem alten Gemüsehändler die Nachricht. Dieser beschwor nun selbst mit seinen verborgenen Zauberkräften einen vierflügeligen Ifrit, die das Sklavenmädchen zu Dschullunar brachte und erzählte, was geschehen war. Nun sammelten Dschullunar an Land und ihre Mutter im Meer all ihre Truppen, belagerten und eroberten die Zauberstadt. Dschullunar, die ebenfalls Zauberkräfte hatte, verwandelte ihren Sohn aus seiner Vogelgestalt zurück in einen Menschen.
Badr hatte nur noch einen Wunsch: endlich eine Frau zu finden und er wollte keine andere als Dschauhara, die Tochter des Samandal. Da ließ sein Onkel Salih den gestürzten König bringen, der erklärte, dass seine Tochter die Sklavin des Badr sein werde. Dann ließ er nach ihr schicken und Dschauhara kam zu ihnen. Sie heiratete Badr, die Familien versöhnten sich und lebten glücklich, bis der Tod zu ihnen kam.

## Hintergrund
Die Geschichte findet sich in der Galland-Handschrift, der ältesten erhaltenen Handschrift von Tausendundeine Nacht, sie gehört damit zum Kernbestand der Geschichten aus Tausendundeine Nacht.

## Wissenswertes
Der Name Dschullunar bzw. Dschullanar bedeutet im Persischen "Granatapfelblüte" und ist ein typischer Sklavinnenname. Die klassisch-arabische Literatur kennt die gleichnamige Sängersklavin Dschullanar, eine Sklavin des Dichters Raschid bin Ishaq al-Kufi al-Katib (gest. 854/855).
Geografisch gesehen kann die Geschichte nicht, wie im Text genannt, in der Region Chorasan spielen, da diese in Ostiran, Südzentralasien und Afghanistan liegt, wo es keinen Zugang zu Meer gibt. Hunderte Kilometer entfernt liegen das Kaspische Meer im Nordwesten und im Süden der Persische Golf bzw. der Indische Ozean mit dem Golf von Oman und dem Arabischen Meer.
Die persische Volksüberlieferung kennt Peris, verführerische Wesen, die sich in einen Mann verlieben und ihm Kinder mit außerordentlichen Fähigkeiten gebären können. Sie sind außergewöhnlich schön und zauberkräftig. Ihr Reich ist wie bei Menschen hierarchisch organisiert, sie können im Meer leben und auch islamischen Glaubens sein. Hier schützen Worte vom Siegelring Salomos oder Ringe mit Namen Gottes (vgl. schon die Flasche in Der Fischer und der Dschinni) die Meerleute vor dem Ertrinken. Zu den Verwandlungen vgl. Die Geschichte des ersten Alten, Die Geschichte des zweiten Bettelmönchs. Der erste Vogel ist vielleicht ein Weißstorch (vgl. Die Geschichte von Kalif Storch). Die Zauberin ähnelt Kirke, deren Ursprung A. H. Krappe im Vorderen Orient ansetzt und die Züge einer Herrin der Tiere trägt.

## Ausgaben
- Gustav Weil: Tausend und eine Nacht – Arabische Erzählungen, Karl Müller Verlag, Erlangen 1985 (Erstausgabe 1839, Band 3, S. 1–26.)
- Enno Littmann: Die Erzählungen aus den tausendundein Nächten, Insel Verlag, Frankfurt 1968, Band 5, S. 87–153.
- Claudia Ott: Tausendundeine Nacht, C.H.Beck, München 2011 (2004), S. 551–615.